# Алексеевский (Бутурлиновский район)
Алексеевский — посёлок в Бутурлиновском районе Воронежской области.
Входит в состав Карайчевского сельского поселения.

## География

### Улицы
- ул. Лесная,
- ул. Рабочая,
- ул. Советская.

## Население
| 2010 |
| ---- |
| 9    |